# Плохих, Мария Николаевна
Мария Николаевна Плохих (5 марта 1940 — 6 августа 1998) — передовик советского сельского хозяйства, доярка колхоза «Авангард» Верхнемамонского района Воронежской области, Герой Социалистического Труда (1976).

## Биография
Родилась в 1940 году в селе Гороховка, ныне Верхнемамонского района Воронежской области в крестьянской русской семье.  
Образование среднее. Работать начала в 1957 году в колхозе "Авангард". С 1959 по 1983 годы трудилась дояркой в этом хозяйстве. Постоянно участвовала в выставках достижений народного хозяйства. Неоднократно отмечалась как передовик производства. По результатам работы в восьмой пятилетке награждена Орденом Трудового Красного Знамени.    
По итогам работы в 1974 году смогла надоить больше 4000 литров молока от каждой коровы за год.     
Указом Президиума Верховного Совета СССР от 23 декабря 1976 года за получение высоких результатов в сельском хозяйстве и рекордные показатели по надою молока Марии Николаевне Плохих было присвоено звание Героя Социалистического Труда с вручением ордена Ленина и медали «Серп и Молот». 
Позже продолжала трудиться в колхозе. Являлась депутатом Воронежского областного совета депутатов. В 1983 году вышла на заслуженный отдых.      
Проживала в родном посёлке Гороховка. Умерла 6 августа 1998 года.

## Награды
За трудовые успехи была удостоена:
- золотая звезда «Серп и Молот» (23.12.1976)
- Два ордена Ленина (06.09.1973, 23.12.1976)
- Орден Трудового Красного Знамени (08.04.1971)
- другие медали.